# Грозин, Артур Алексеевич
Артур Алексеевич Грозин — советский хозяйственный, государственный и политический деятель, Герой Социалистического Труда.

## Биография
Родился в 1936 году в Камень-Рыболове. Член КПСС с 1956 года.
С 1958 года — на хозяйственной, общественной и политической работе. В 1958—1994 гг. — грузчик, слесарь-инструментальщик электроаппаратного завода в городе Тирасполь Молдавской ССР, слесарь цеха ремонта горного оборудования, проходчик шахты прииска, горнорабочий очистного забоя, бригадир комплексной бригады прииска «Буркандья» Берелёхского горно-обогатительного комбината Северо-Восточного производственного золотодобывающего объединения Министерства цветной металлургии СССР.
Указом Президиума Верховного Совета СССР от 19 апреля 1982 года присвоено звание Героя Социалистического Труда с вручением ордена Ленина и золотой медали «Серп и Молот».
Избирался депутатом Верховного Совета РСФСР 10-го и 11-го созывов.
Живёт в Псковской области.